# Unió Esportiva Sant Julià
L'Unió Esportiva Sant Julià è una società calcistica andorrana con sede nel villaggio di Aixovall nella parrocchia di Sant Julià de Lòria.
Fondata nel 1982 dal 1994 è iscritta alla Federazione calcistica di  Andorra.
Ha vinto due campionati andorrani (nel 2004-2005 e nel 2008-2009), tre Copa Constitució (nel 2007-2008, 2009-2010 e 2010-2011) e tre Supercoppa d'Andorra.
Ha partecipato per due volte alla Coppa UEFA e per ben cinque alla Coppa Intertoto.

## Palmarès

### Competizioni nazionali
- Primera Divisió: 2

2004-2005, 2008-2009
- Copa Constitució: 5

2007-2008, 2009-2010, 2010-2011, 2013-2014, 2014-2015
- Supercoppa d'Andorra: 5

2004, 2009, 2010, 2011, 2014

### Altri piazzamenti
- Primera Divisió:

Secondo posto: 2000-2001, 2001-2002, 2003-2004, 2005-2006, 2007-2008, 2010-2011, 2016-2017, 2018-2019, 2020-2021
Terzo posto: 2002-2003, 2006-2007, 2009-2010, 2013-2014, 2015-2016, 2017-2018
- Copa Constitució:

Finalista: 2006-2007, 2012-2013, 2017-2018
Semifinalista: 2011-2012, 2015-2016, 2018-2019, 2020
- Supercoppa d'Andorra:

Finalista: 2003, 2005, 2008, 2015, 2021

## Presenze in Europa
QR1= 1º turno qualificazione
| Stagione | Competizione          | Turno | Squadra              | Casa | Trasferta | Totale        |
| -------- | --------------------- | ----- | -------------------- | ---- | --------- | ------------- |
| 2001     | Coppa Intertoto       | QR1   | Lausanne Sports      | 1-3  | 6-0       | 1-9           |
| 2002     | Coppa Intertoto       | QR1   | Coleraine FC         | 2-2  | 5-0       | 2-7           |
| 2004     | Coppa Intertoto       | QR1   | FK Smederevo         | 0-8  | 3-0       | 0-11          |
| 2005-06  | Coppa UEFA            | QR1   | Rapid Bucarest       | 0-5  | 5-0       | 0-10          |
| 2006     | Coppa Intertoto       | QR1   | NK Maribor           | 0-3  | 5-0       | 0-8           |
| 2007     | Coppa Intertoto       | QR1   | Slavija Sarajevo     | 2-3  | 3-2       | 4-6           |
| 2008-09  | Coppa UEFA            | QR1   | PFC Černo More Varna | 0-4  | 5-0       | 0-9           |
| 2009-10  | UEFA Champions League | QR1   | Tre Fiori            | 1-1  | 1-1       | 2-2 (5-4 dcr) |
| 2009-10  | UEFA Champions League | QR2   | Levski Sofia         | 0-5  | 4-0       | 0-9           |
| 2010-11  | UEFA Europa League    | QR2   | MyPa                 | 0-3  | 5-0       | 0-8           |
| 2011-12  | UEFA Europa League    | QR2   | Bnei Yehuda          | 0-2  | 2-0       | 0-4           |
| 2014-15  | UEFA Europa League    | QR1   | Čukarički            | 0-0  | 4-0       | 0-4           |
| 2015-16  | UEFA Europa League    | QR1   | Randers              | 0-1  | 3-0       | 0-4           |
| 2017-18  | UEFA Europa League    | QR1   | Skënderbeu           | 0-5  | 1-0       | 0-6           |
| 2018-19  | UEFA Europa League    | PR    | Gżira United         | 0-2  | 2-1       | 1-4           |
| 2019-20  | UEFA Europa League    | TP    | Europa FC            | 3-2  | 0-4       | 3-6           |

## Organico

### Rosa 2020-2021
Aggiornata al 6 novembre 2020.
| N. |                      | Ruolo | Calciatore       |
| -- | -------------------- | ----- | ---------------- |
| 3  | Argentina (bandiera) | D     | Christian Cellay |
| 5  | Argentina (bandiera) | D     | Matías Vaamonde  |
| 7  | Spagna (bandiera)    | C     | Ignacio Rosillo  |
| 10 | Spagna (bandiera)    | A     | Fran Piera       |
| 11 | Brasile (bandiera)   | A     | Maicon           |
| 13 | Spagna (bandiera)    | P     | Javi Bravo       |
| 14 | Spagna (bandiera)    | A     | Alberto Molina   |
| 15 | Spagna (bandiera)    | D     | Dani Sánchez     |
| 17 | Spagna (bandiera)    | A     | Sergio Urbano    |

| N. |                      | Ruolo | Calciatore       |
| -- | -------------------- | ----- | ---------------- |
| 23 | Uruguay (bandiera)   | D     | Sebastián Varela |
| -  | Argentina (bandiera) | P     | Fermín Holgado   |
| -  | Argentina (bandiera) | D     | Walter Wagner    |
| -  | Comore (bandiera)    | D     | Abdallah Imamo   |
| -  | Andorra (bandiera)   | C     | Alvaro Correia   |
| -  | Spagna (bandiera)    | A     | Pablo Navas      |